# Emir Dilic
Emir Dilic (* 10. Juli 1991 in Wien) ist ein österreichischer Fußballspieler.

## Karriere

### Karrierebeginn und Intermezzo in Graz
Dilic begann seine Karriere beim SC Kreuttal. 2000 wechselte er zur SG Ulrichskirchen. Zur Saison 2004/05 schloss er sich dem FC Mistelbach an. Zur Saison 2007/08 wechselte er zum fünftklassigen SC Wolkersdorf, für den er zwei Jahre lang aktiv war.
Zur Saison 2009/10 wechselte er zur viertklassigen Zweitmannschaft des Grazer AK. Nach einem halben Jahr in der Steiermark kehrte er im Jänner 2010 zum FC Mistelbach zurück, für den er bereits in seiner Jugend gespielt hatte. Im März 2010 debütierte er in der Landesliga, als er am 16. Spieltag der Saison 2009/10 gegen den ASK Bad Vöslau in der 75. Minute für Christoph Beranek eingewechselt wurde. Im April 2010 erzielte er bei einem 2:0-Sieg gegen den SV Stockerau sein erstes Tor in der niederösterreichischen Landesliga. Bis Saisonende absolvierte er 14 Spiele für Mistelbach und erzielte dabei drei Tore. Die Saison beendete er mit dem Verein auf dem dritten Tabellenrang.

### Über die Oberliga in die Regionalliga
Nach einem halben Jahr bei Mistelbach wechselte Dilic zur Saison 2010/11 zum fünftklassigen steirischen Verein SV St. Gallen. Nach einem halben Jahr in der Oberliga kehrte er im Jänner 2011 zu Mistelbach zurück. Dort absolvierte er bis zum Ende der Saison 2010/11 15 Spiele in der Landesliga, in denen er sieben Tore erzielen konnte, und beendete die Saison mit Mistelbach auf dem fünften Platz.
Zur Saison 2011/12 wechselte er zum Regionalligisten SV Horn. Im August 2011 debütierte er in der Regionalliga, als er am zweiten Spieltag jener Saison gegen die Amateure der SV Mattersburg in der 59. Minute für Michael Pittnauer eingewechselt wurde. In jenem Spiel, das Horn mit 5:1 gewinnen konnte, erzielte Dilic auch sein erstes Tor in der dritthöchsten Spielklasse. Bis Saisonende absolvierte er 26 Spiele für Horn in der Regionalliga, in denen er zehn Tore erzielen konnte. Zu Saisonende durfte er mit dem Verein als Meister der Regionalliga Ost in der Relegation um den Aufstieg in die zweite Liga spielen, in der man in beiden Spielen den Meister der Regionalliga West, die WSG Wattens, besiegen konnte und somit aufstieg. Dilic kam in beiden Relegationsspielen zum Einsatz.

### Drei Saisonen in der zweithöchsten Spielklasse
Nach dem Aufstieg gab er im Juli 2012 sein Debüt in der zweithöchsten Spielklasse, als er am ersten Spieltag der Saison 2012/13 gegen den SCR Altach in der Startelf stand und in der 64. Minute durch Sandro Gotal ersetzt wurde. Bis Saisonende kam er zu 21 Einsätzen in der zweiten Liga, in denen er ohne Torerfolg blieb, und beendete die Saison mit dem Aufsteiger auf dem sechsten Tabellenrang. Im Juli 2013 erzielte er bei einer 3:2-Niederlage gegen Altach sein erstes Tor in der zweithöchsten Spielklasse. In seiner zweiten Zweitligasaison kam er insgesamt zu 29 Einsätzen, in denen er vier Tore erzielte. Horn beendete die Saison als Tabellensiebter. In der Saison 2014/15 kam Dilic zu 25 Ligaeinsätzen, in denen er ohne Torerfolg blieb. Zu Saisonende musste er mit Horn als Vorletzter aus der zweiten Liga absteigen, auf einen Nichtabstiegsplatz fehlten dem Verein drei Punkte.

### Rückkehr in die Regionalliga
Nach dem Abstieg wechselte er zur Saison 2015/16 zum Regionalligaaufsteiger SV Oberwart. Für die Burgenländer absolvierte er in seinem halben Jahr beim Verein 16 Spiele in der Regionalliga Ost, in denen er zehn Tore erzielte. Damit erzielte Dilic bis zu seinem Abgang mehr als die Hälfte der Tore von Oberwart, das sich auf dem letzten Tabellenrang befand. Nach einem halben Jahr im Burgenland wechselte er im Jänner 2016 zum Ligakonkurrenten FC Stadlau. In seinem ersten halben Jahr für die Wiener absolvierte er fünf Spiele in der Regionalliga und erzielte dabei ein Tor. Mit Stadlau beendete er die Saison als Tabellensechster. In seiner zweiten Saison kam er zu sieben Einsätzen und konnte dabei ein Saisontor erzielen. Die Saison 2016/17 beendete er mit dem Verein als Vierter.
Zur Saison 2017/18 schloss er sich dem Ligakonkurrenten SC-ESV Parndorf 1919 an. In seiner ersten Saison bei Parndorf kam er in 30 von 31 Saisonspielen zum Einsatz, lediglich in der 16. Runde fehlte er gesperrt. In seinen 30 Einsätzen konnte Dilic elf Treffer erzielen; Parndorf lag zu Saisonende auf dem 13. Platz. In der Saison 2018/19 kam er in allen 30 Saisonspielen für die Burgenländer zum Einsatz und erzielte 17 Tore. Mit Parndorf stieg er zu Saisonende allerdings aus der Regionalliga ab. Daraufhin wechselte er zur Saison 2019/20 zum Regionalligisten SV Leobendorf.

### Wechsel in die Landesliga
Zur Saison 2021/22 wechselte Dilic zum viertklassigen SV Langenrohr. Zu Saisonbeginn erlitt Dilic einen Sehnenriss im Oberschenkel, welcher ihn die gesamte Hinrunde außer Gefecht setzte. Während der Rückrunde erzielte er in 13 Spielen zwölf Tore, darunter zwei Hattricks gegen ASV Schrems und SCU Ardagger. Nach einer Saison im Tullnerfeld wechselte Dilic im Sommer 2022 zurück zu seinem Jugendverein FC Mistelbach; Beweggründe waren die lange Anfahrtszeit zu den Trainings als auch, dass Dilic sein Karriereende bei seinem Jugendclub geplant hätte. Allerdings beendeten die Weinviertler aufgrund budgetärer Probleme nach nur einem Jahr bereits wieder die Zusammenarbeit einseitig. Dilic wechselte zur Saison 2023/24 wieder zurück nach Langenrohr.